# Frank Wilcoxon
Frank Wilcoxon (1892 – 1965) va ser un químic i estadístic nord-americà conegut pel desenvolupament de diverses proves estadístiques no paramètriques.
Ell i la seva germana bessona van néixer el 2 de setembre de 1892 a Glengarriffe Castle, en el comtat de Cork (Irlanda) que els seus pares nord-americans havien llogat per l'ocasió. Va créixer a Catskill, New York, però part de la seva educació la va rebre a Anglaterra. L'any 1917 es va graduar al Pennsylvania Military College. Després de la primera guerra mundial va treballar a Atlas Powder Company a Michigan. Va continuar els seus estudis primer a Rutgers University, on va obtenir el grau (M. Sc.) en química l'any 1921, i després a Cornell University on es va doctorar en química física l'any 1924.
Wilcoxon va iniciar la seva carrera treballant, des de 1925 a 1941, al Boyce Thompson Institute for Plant Research estudiant les aplicacions dels compostos de coure com a fungicides. Juntament amb Jack Youden i el biòleg F. E. Denny van formar un grup d'estudi del llibre de R. A. Fisher "Statistical Methods for Research Workers", publicat el 1925, iniciant-se així en l'àmbit de l'estadística aplicada. Durant la segona guerra mundial va treballar per Atlas Powder Company, on va dissenyar i dirigir el Control Laboratory. Des de l'any 1943 va treballar com a director del laboratori de fungicides i insecticides de American Cyanamid Company on va participar en el desenvolupament del malathion. Es va jubilar l'any 1957.
Va publicar més de 70 articles. L'article més conegut introdueix dues noves proves estadístiques que porten el seu nom: la prova de la suma dels rangs de Wilcoxon i la prova dels signes de Wilcoxon. Es tracta de proves no paramètriques alternatives a les corresponents proves de Student.
Després d'una breu malaltia va morir el 18 de novembre de 1965.